# Episodi di Stadtklinik (terza stagione)
La terza stagione della serie televisiva Stadtklinik è stata trasmessa in anteprima in Germania dalla RTL tra il 1º settembre 1994 e il 15 dicembre 1994.
| nº | Titolo originale        | Titolo italiano | Prima TV Germania | Prima TV Italia |
| -- | ----------------------- | --------------- | ----------------- | --------------- |
| 1  | Die Suchaktion          | inedito         | 1º settembre 1994 | inedito         |
| 2  | Der Totschlag           | inedito         | 8 settembre 1994  | inedito         |
| 3  | Der Beweis              | inedito         | 15 settembre 1994 | inedito         |
| 4  | Wehrlos                 | inedito         | 22 settembre 1994 | inedito         |
| 5  | Der Vorwurf             | inedito         | 29 settembre 1994 | inedito         |
| 6  | Der Test                | inedito         | 6 ottobre 1994    | inedito         |
| 7  | Die Wahnvorstellung     | inedito         | 13 ottobre 1994   | inedito         |
| 8  | Belastete Vergangenheit | inedito         | 20 ottobre 1994   | inedito         |
| 9  | Die Leihmutter          | inedito         | 3 novembre 1994   | inedito         |
| 10 | Chefsache               | inedito         | 24 novembre 1994  | inedito         |
| 11 | Obdachlos               | inedito         | 8 dicembre 1994   | inedito         |
| 12 | Vergebung               | inedito         | 15 dicembre 1994  | inedito         |